# Kunhuta Mensdorff-Pouilly
Kunhuta z Mensdorff-Pouilly, provdaná Sternbergová (celým jménem Kunhuta Josefa Marie Felicia z Mensdorff-Pouilly, 11. ledna 1899 Smíchov – 19. listopadu 1989 Dírná) byla česká šlechtična, matka Zdeňka Sternberga.

## Život

### Dětství

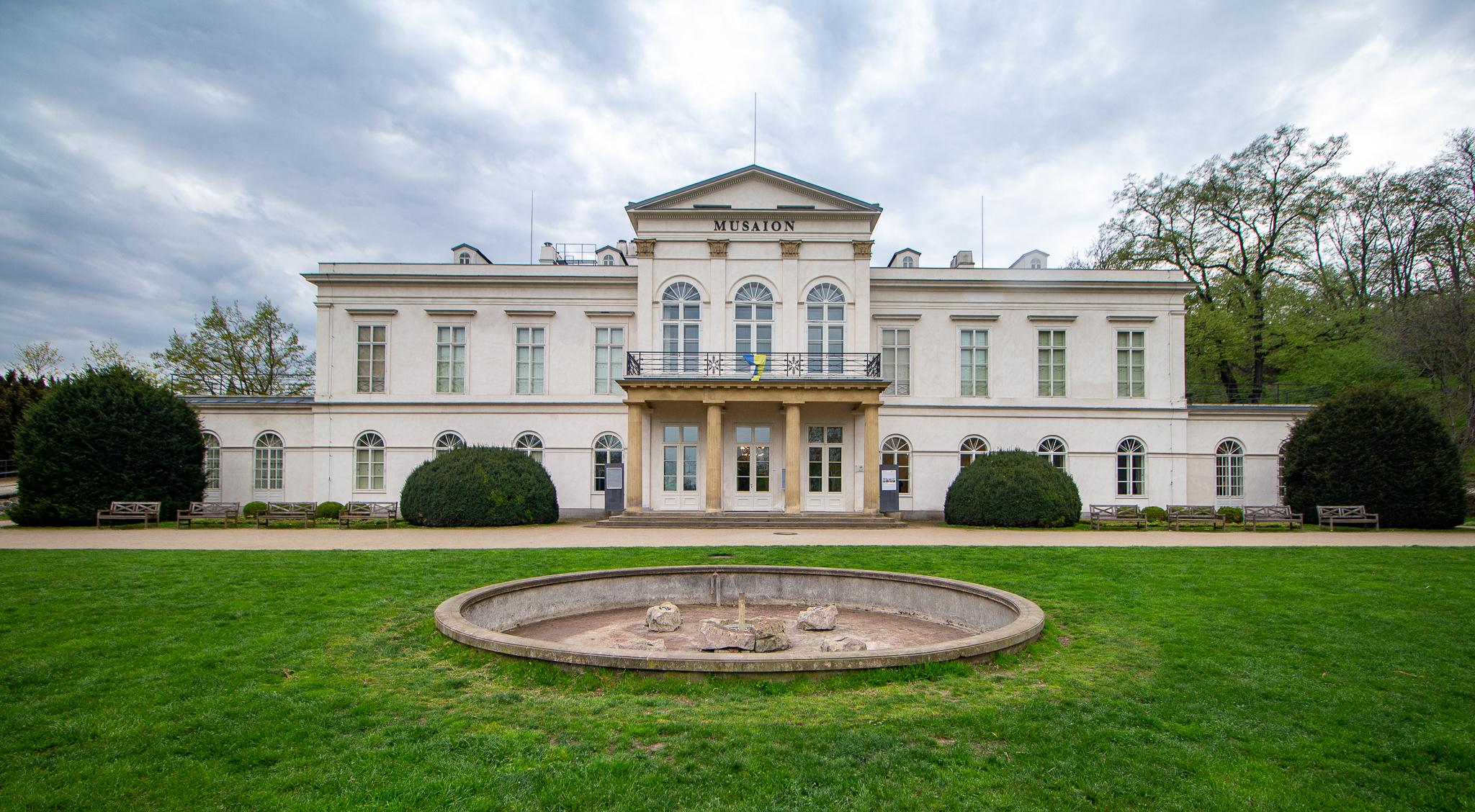
Letohrádek Kinských, místo narození Kunhuty

Kunhuta se narodila do početné rodiny Emanuela z Mensdorff-Pouilly a jeho manželky Anny Westphalenové z Fürstenbergu ve Vile Kinských na pražském Smíchově jako Kunhuta Josefa Marie Felicia, pátá z jedenácti dětí. Tři dny po narození, 14. ledna, byla pokřtěna, za kmotry jí šli Kunhuta Westphalenová z Fürstenbergu (teta, ∞ Alfred Hoyos) a Josef Czernin (prastrýc).
Emanuel, jakožto druhorozený syn, nezdědil hlavní rodovou rezidenci – Boskovice – zato Anna zdědila po svém otci zámek v Chotělicích, kde rodina z větší části od roku 1900 pobývala. Jejich prvorozená dcera Marie Rosina byla dvorní dáma Zity Bourbonsko-Parmské a společně s její rodinou také odešla do exilu. Třetí potomek Emanuela a Anny byl Fridrich, který byl úspěšný voják, a jako další se narodila dcera Viktorie, které šla za kmotru britská královna Viktorie a v dospělosti se stala vychovatelkou císařských dětí. Po ní se narodila Kunhuta a následovalo dalších šest dětí.
Kunhuta měla společně se sestrami domácí učitelku Lotty Balkenhol, jako šlechtické dítě totiž nechodila do běžné školy. Na počátku první světové války ale začala navštěvovat i klášterní školu anglických panen na Malé Straně. Zde strávila dva roky, než ji rodiče přesunuli do klášterní školy nedaleko Vídně. Po krátkém pobytu se navrátila do Prahy, kde zůstala až do své svatby jako kostelnice v kostele sv. Josefa.

### Zásnuby a sňatek
Kunhuta se se svým budoucím manželem poprvé setkala na zámku v Chotělicích, když Kunhutin starší bratr Fridrich pořádal slavnostní hon a pozval, mimo jiné, i Jiřího Douglase Sternberga. Jiří Douglas následně poslal Fridrichovi dopis, datovaný na 3. prosince 1920, kde ho prosil, zda by se rodičů opatrně nezeptal na možné zásnuby s o deset let mladší Kunhutou. 27. prosince 1920 se Jiří s Kunhutou setkali na Chotělicích a proběhly zásnuby, ve středu 6. dubna 1921 se pak odehrála svatba. Za svědky zde byli Leopold Sternberg (též Leopold III. ze Šternberka), Vincenc Thurn, Alfons Mensdorff-Pouilly a Otakar Vestfálský z Fürstenbergu.
25. dubna 1921 se pár nastěhoval do Českého Šternberka, hradu, který ale nebyl na celoroční pobyt uzpůsobený. Jiří a Kunhuta tedy krátce po příjezdu začali s rekonstrukcí. Mimo rekonstrukce interiérů nechali přistavět i novou kapli, která byla nakonec roku 1923 vysvěcena.

### Potomci
Z manželství Kunhuty a Jiřího Douglase vzešlo devět dětí:
- 1. Anna Marie Karolina Ignatia Scholastika Pia (1922–2011) ∞ Rueff Seutter von Lötzen
- 2. Zdeněk Filip Maria Emanuel Jiří Ignatius (1923–2021) ∞ Alžběta Hrubá z Gelenj
- 3. Karolina Maria Filipína Anna Stanislava Ignatia (1924–2021) ∞ hrabě Maxmilian Josef Wratislav z Mitrowicz
- 4. Emanuel Petr Filip Maria Ignatius (1927–2013) ∞ Helena von Plessen
- 5. Filip Leopold Adam Václav Ignatius Maria (* 1929) ∞ Maria Elisabeth Sophia Agatha Monika Droste zu Vischering
- 6. Terezie Maria Ignatia Anna Karolína Emilia (1934–2012) ∞ Bedřich Hrubý z Gelenj
- 7. Kašpar (1935–2010) ∞ Ursula Lincková
- 8. Jan Bosco (1936–2012) ∞ Marie Leopoldina z Lobkowicz
- 9. Marie Viktorie (* 1941) ∞ Josef Kopeček

Nejstarší Anna se narodila asi deset měsíců po svatbě a první jméno dostala po své babičce: Anně Westphalenové z Fürstenbergu. Nejmladší Marie Viktorie je o celých devatenáct let mladší než nejstarší Anna a narodila se Kunhutě v době, kdy jí bylo čtyřicet.

### Život po válce
Po druhé světové válce se na Český Šternberk přistěhovala i Kunhutina rodina, které byl zabaven zámek v Chotělicích. Většina Kunhutiných sourozenců byla v cizině, avšak o obydlí přišli její rodiče, Emanuel a Anna, sestra Viktorie a manželka Kunhutina bratra Fridricha Gabriela s jejich společnými dětmi – ti všichni se přestěhovali na Český Šternberk. Roku 1948 Jiří Douglas přišel o většinu majetku: rodině tak zůstal jen hrad s nejbližším okolím. V té době navíc zemřel i Kunhutin otec a nejstarší Anna a synové Emanuel a Filip se rozhodli emigrovat.
Již o rok později, roku 1949, rodina přišla i o Český Šternberk. Jiří Douglas se ale nabídl jako kastelán a byl skutečně zvolen, z majitele hradu se tak stal pouze kastelánem. Během protipožární prohlídky hradu roku 1957 byly ale nalezeny stříbrné předměty a Jiří Douglas se sestrou Terezií byli obviněni z pletich proti státu. Oba byli odsouzeni, ale roku 1960 je zachránila amnestie.
Roku 1965 se rodina rozhodla navštívit příbuzné v Rakousku, kam si sice vyžádali výjezdní doložku, avšak kvůli Jiřího nemoci se nemohli vrátit. Odjeli tedy za dcerou Annou, která v Rakousku vlastnila zámek, a zůstali tam až do Jiřího smrti roku 1965. Kunhuta se pak rozhodla, že v Rakousku zůstane. Avšak roku 1967 ji dcera Karolína přesvědčila, aby se vrátila do Čech a Kunhuta se vydala do Dírné v Jihočeském kraji. Přechod hranic proběhl v pořádku, později se ale ukázalo, že je na Kunhutu vydán zatykač za opuštění republiky.
Kunhutě byl přiřazen advokát František Zeman a celá situace vyvrcholila tím, že bylo trestní stíhání zastaveno. Vyšetřující Lejnar uvedl „obviněná Sternbergová trpí již řadu let epilepsií a značnými fyzickými i psychickými obtížemi, a její stav je považován za nevyléčitelný a ona sama není schopna samostatného rozhodování. […] Vzhledem k těmto skutečnostem vznikly pochybnosti o duševním stavu obviněné a její tr. osobnosti ve smyslu ustanovení § 12 tr. zákona.“ Roku 1988 pak Kunhutu kompletně osvobodila prezidentská amnestie.

### Smrt
Kunhuta Sternbergová, rozená Mensdorff-Pouilly, trpěla v posledních letech života rakovinou prsu a zemřela dva dny po Sametové revoluci: 19. listopadu 1989. Pohřbena byla vedle svého manžela Jiřího Douglase v jihotyrolské vesnici Aufhofen.